# Città del Mali

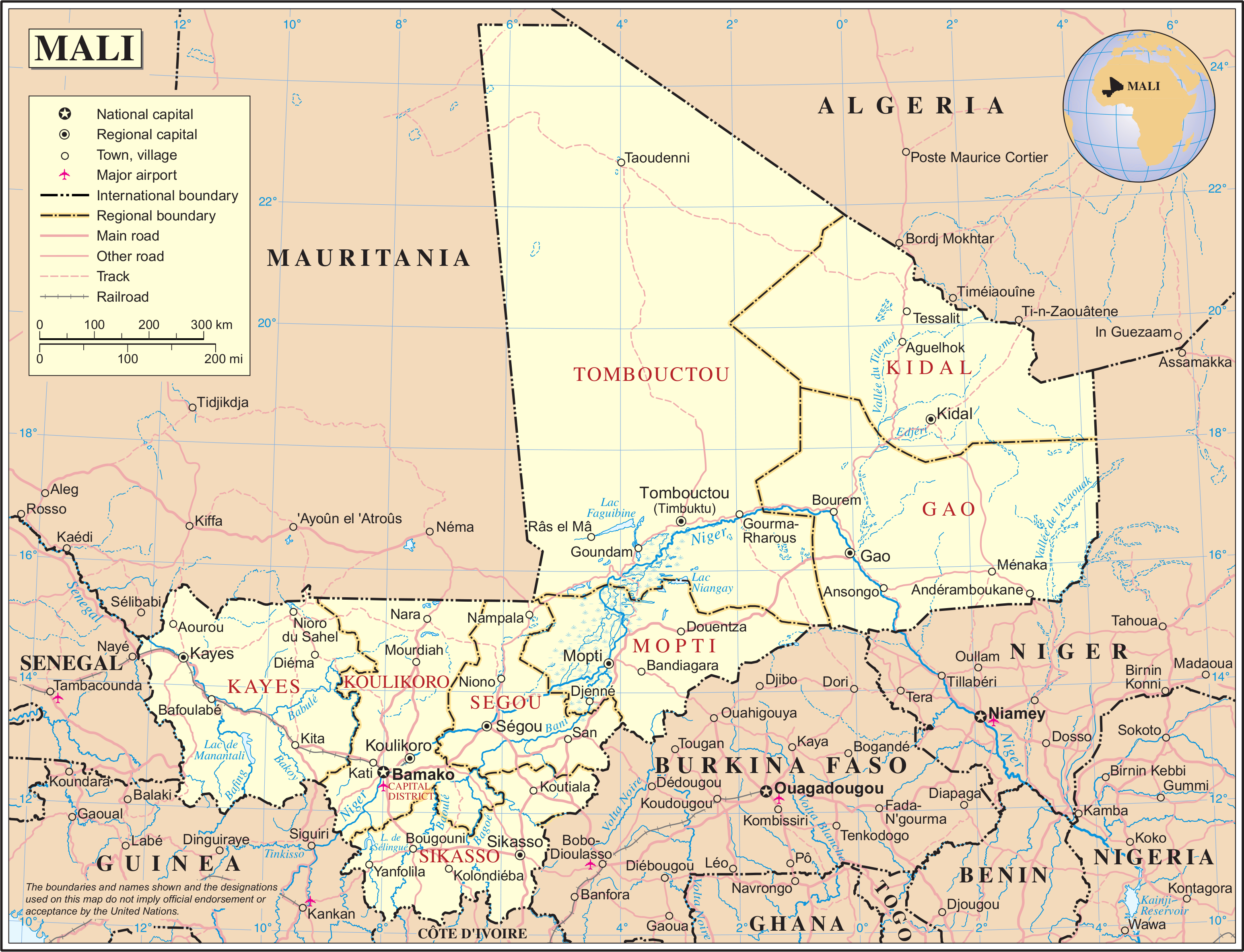
Mappa del Mali

Lista delle città del Mali.

## Città
Lista di città aventi una popolazione superiore ai 50 000 abitanti, secondo il censimento del 2009.
| #  | Città           | Regione    | Circondari | Comune urbano/rurale | Popolazione (Cens. 2009) |
| -- | --------------- | ---------- | ---------- | -------------------- | ------------------------ |
| 1  | Bamako          | Bamako     | Bamako     | 6 comuni urbani      | 1.809.106                |
| 2  | Sikasso         | Sikasso    | Sikasso    | Urbano               | 225.753                  |
| 3  | Kalabancoro     | Koulikoro  | Kati       | Rurale               | 166.722                  |
| 4  | Koutiala        | Sikasso    | Koutiala   | Urbano               | 137.919                  |
| 5  | Ségou           | Ségou      | Ségou      | Urbano               | 130.690                  |
| 6  | Kayes           | Kayes      | Kayes      | Urbano               | 127.368                  |
| 7  | Kati            | Koulikoro  | Kati       | Urbano               | 114.983                  |
| 8  | Mopti           | Mopti      | Mopti      | Urbano               | 114.296                  |
| 9  | Niono           | Ségou      | Niono      | Rurale               | 91.554                   |
| 10 | Gao             | Gao        | Gao        | Urbano               | 86.633                   |
| 11 | San             | Ségou      | San        | Urbano               | 68.067                   |
| 12 | Koro            | Mopti      | Koro       | Rurale               | 62.681                   |
| 13 | Bla             | Ségou      | Bla        | Rurale               | 61.338                   |
| 14 | Bougouni        | Sikasso    | Bougouni   | Urbano               | 59.679                   |
| 15 | Mandé           | Koulikoro  | Kati       | Rurale               | 59.352                   |
| 16 | Baguinéda-Camp  | Koulikoro  | Kati       | Rurale               | 58.661                   |
| 17 | Kolondiéba      | Sikasso    | Kolondiéba | Rurale               | 57.898                   |
| 18 | Kolokani        | Koulikoro  | Kolokani   | Rurale               | 57.307                   |
| 19 | Pelengana       | Ségou      | Ségou      | Rurale               | 56.259                   |
| 20 | Tombouctou      | Tombouctou | Tombouctou | Urbano               | 54.453                   |
| 21 | Koury           | Sikasso    | Yorosso    | Rurale               | 54.435                   |
| 22 | Massigui        | Koulikoro  | Dioïla     | Rurale               | 53.947                   |
| 23 | Tonka           | Tombouctou | Goundam    | Rurale               | 53.438                   |
| 24 | Kadiolo         | Sikasso    | Kadiolo    | Rurale               | 52.932                   |
| 25 | Wassoulou-Ballé | Sikasso    | Yanfolila  | Rurale               | 51.727                   |
| 26 | Kaladougou      | Koulikoro  | Dioïla     | Rurale               | 51.384                   |
| 27 | Koumantou       | Sikasso    | Bougouni   | Rurale               | 51.348                   |
| 28 | Ouélessébougou  | Koulikoro  | Kati       | Rurale               | 50.056                   |

Lista degli altri comuni urbani con una popolazione inferiore ai 50 000 abitanti, secondo il censimento del 2009.
| Nome           | Regione    | Circondario | Popolazione (Cens. 2009) |
| -------------- | ---------- | ----------- | ------------------------ |
| Kita           | Kayes      | Kita        | 48947                    |
| Koulikoro      | Koulikoro  | Koulikoro   | 43174                    |
| Nioro du Sahel | Kayes      | Nioro       | 33486                    |
| Djenné         | Mopti      | Djenné      | 32944                    |
| Douentza       | Mopti      | Douentza    | 28005                    |
| Bourem         | Gao        | Bourem      | 27486                    |
| Kidal          | Kidal      | Kidal       | 25617                    |
| Bandiagara     | Mopti      | Bandiagara  | 25564                    |
| Diré           | Tombouctou | Diré        | 22365                    |
| Goundam        | Tombouctou | Goundam     | 15253                    |
| Toya           | Kayes      | Yélimané    | 12922                    |
| Trougoumbé     | Kayes      | Nioro       | 11412                    |
| Ténenkou       | Mopti      | Ténenkou    | 11310                    |
| Fatao          | Kayes      | Diéma       | 9239                     |
| Kouniakary     | Kayes      | Kayes       | 8135                     |
| Karan          | Koulikoro  | Kangaba     | 6874                     |
| Youri          | Kayes      | Nioro       | 6721                     |
| Somankidy      | Kayes      | Kayes       | 6622                     |
| Fégui          | Kayes      | Kayes       | 5494                     |
| Kourouninkoto  | Kayes      | Kita        | 5335                     |